# Carbon modificat (serial)
Carbon modificat (titlu original în engleză Altered Carbon) este un serial TV american science fiction creat de Laeta Kalogridis bazat pe un roman omonim al scriitorului englez Richard K. Morgan. Inițial, Laeta Kalogridis a avut intenția de a realiza un film artistic pe baza acestui roman. Primul sezon are 10 episoade și a avut premiera pe  Netflix pe 2 februarie 2018.

## Distribuție

### Roluri principale
- Joel Kinnaman -  Takeshi Kovacs[4]
- James Purefoy -  Laurens Bancroft[5]
- Martha Higareda -  Kristin Ortega[5]
- Chris Conner -  Poe[6]
- Dichen Lachman -  Reileen Kawahara[5]
- Ato Essandoh -  Vernon Elliott[6]
- Kristin Lehman -  Miriam Bancroft[7]
- Trieu Tran -  Mister Leung[8]
- Renée Elise Goldsberry -  Quellcrist Falconer[9]

### Roluri secundare
- Will Yun Lee -  Stronghold Kovacs[5]
- Hayley Law -  Lizzie Elliott[10]
- Marlene Forte -  Alazne Ortega[8]
- Byron Mann -  O.G. Kovacs[11]
- Tamara Taylor -  Oumou Prescott[12]
- Adam Busch -  Mickey[13]
- Olga Fonda -  Sarah[14]
- Waleed Zuaiter -  Samir Abboud
- Hiro Kanagawa -  Captain Tanaka[15]
- Matt Frewer -  Carnage
- Tahmoh Penikett -  Dimitri Kadmin
- Michael Eklund -  Dimi 2
- Matt Biedel -  Gangbanger / Abuela / Dimi 2
- Antonio Marziale -  Isaac Bancroft
- Teach Grant -  Jimmy DeSoto
- Zahf Paroo -  Curtis
- Cliff Chamberlain and Courtney Richter -  Ava Elliott
- Lisa Chandler -  Mary Lou Henchy
- Chris McNally -  Sergei Brevlov
- Alika Autran -  Okulov
- Katie Stuart -  Vidaura
- Arnold Pinnock -  Hemmingway
- Andre Tricoteux -  The Mongol
- Stephanie Cleough -  Alice ("Anemone")
- Daniel Berhardt -  Jaeger

## Episoade
| Nr. | Titlu               | Regizat de       | Scris de                         | Data lansării    |
| --- | ------------------- | ---------------- | -------------------------------- | ---------------- |
| 1   | „Out of the Past”   | Miguel Sapochnik | Laeta Kalogridis                 | 2 februarie 2018 |
| 2   | „Fallen Angel”      | Nick Hurran      | Steve Blackman                   | 2 februarie 2018 |
| 3   | „In a Lonely Place” | Nick Hurran      | Brian Nelson                     | 2 februarie 2018 |
| 4   | „Force of Evil”     | Alex Graves      | Russel Friend & Garrett Lerner   | 2 februarie 2018 |
| 5   | „The Wrong Man”     | Uta Briesewitz   | Nevin Densham                    | 2 februarie 2018 |
| 6   | „Man with My Face”  | Alex Graves      | Steve Blackman                   | 2 februarie 2018 |
| 7   | „Nora Inu”          | Andy Goddard     | Nevin Densham & Casey Fisher     | 2 februarie 2018 |
| 8   | „Clash by Night”    | Uta Briesewitz   | Brian Nelson                     | 2 februarie 2018 |
| 9   | „Rage in Heaven”    | Peter Hoar       | Russell Friend & Garrett Lerner  | 2 februarie 2018 |
| 10  | „The Killers”       | Peter Hoar       | Laeta Kalogridis & Nevin Densham | 2 februarie 2018 |